# Noordelijke lynx
De noordelijke lynx (Lynx lynx lynx) is een middelgrote ondersoort van de Euraziatische lynx (Lynx lynx).

## Verspreiding en leefgebied
De noordelijke lynx komt voor in Fennoscandinavië, de Baltische staten, het noordelijke en centrale deel van Polen (waaronder het Woud van Białowieża en het Nationaal Park Kampinos), Wit-Rusland, het Europese deel van westelijk, noordelijk, centraal en oostelijk Rusland, het Oeralgebergte en West-Siberië, ten oosten van de Jenisej.

## Dieet
Noordelijke lynxen jagen voornamelijk op kleine tot redelijk grote zoogdieren en vogels. Onder de waargenomen prooien zijn: haas, sneeuwhaas, konijn, eekhoorn, gewone vliegende eekhoorn, slaapmuizen, muizen, marterachtigen (waaronder marters), ruigpoothoenders, rode vos, wasbeerhond, wild zwijn, ree, eland, edelhert en andere middelgrote hoefdieren. In het noorden van Scandinavië zijn semi-gedomesticeerde rendieren de belangrijkste prooi voor de noordelijke lynx.

## Vijanden
In Russische bossen is de belangrijkste predator van de lynx de wolf. Wolven jagen in roedels en doden en eten de lynxen die niet op tijd de bomen in kunnen vluchten. De lynxpopulatie neemt af wanneer wolven verschijnen in een regio en de lynxen schakelen over op kleinere prooien wanneer de wolven actief zijn.
Veelvraten zijn misschien wel de hardnekkigste concurrenten en stelen vaak de prooien van lynxen. Lynxen hebben de neiging om ontmoetingen met veelvraten actief te vermijden, maar kunnen soms wel met ze vechten als ze jongen verdedigen. Predatie van lynxen door veelvraten kan voorkomen, misschien zelfs op volwassen dieren, maar in tegenstelling tot wolven zijn veelvraataanvallen op lynxen uiterst zeldzaam, als ze al voorkomen. Een studie in Zweden heeft uitgewezen dat van de 33 lynxdoden van een geobserveerde populatie, er waarschijnlijk één door een veelvraat was gedood. Een ander bekend geval van predatie door een volwassen veelvraat op een volwassen lynx werd naar verluidt gezien in het gebied van de Petsjorarivier, hoewel dit slechts een anekdotische bewering bleek te zijn. Er zijn geen gevallen bekend van lynxen die op een veelvraat jagen.
Bruine beren, hoewel (voor zover bekend) geen predator van de Euraziatische lynx, zijn in sommige gebieden semi-gewoontegetrouwe plunderaars van door lynxen gedode hoefdieren, niet zelden voordat de lynx de kans heeft gehad om zijn prooi zelf op te eten.